# Arconsat
Arconsat é uma comuna francesa na região administrativa de Auvérnia-Ródano-Alpes, no departamento Puy-de-Dôme. Estende-se por uma área de 22,63 km². Em 2010 a comuna tinha 604 habitantes (densidade: 26,7 hab./km²).